# Світова серія з тріатлону 2012
У 2012 році пройшов четвертий сезон світової серії з тріатлону. Вона проводилася під егідою Міжнародної федерації тріатлону з 18 вересня 2011 по 22 жовтня 2012 року. Складалася з девяти етапів, у тому числі з гранд-фінала, котрим завершився сезон у новозеландському Окленді. У Стокгольмі також пройшов командний чемпіонат світу в естафеті-мікст, в Окленді — чемпіонати світу серед параспортсменів, молоді і юніорів. Чемпіонами світу стали Ліза Нурден (Норвегія) і Джонатан Браунлі (Велика Британія).

## Календар
Девять етапів пройшли у восьми містах.
| Дата               | Місце знаходження | Дистанція                   |
| ------------------ | ----------------- | --------------------------- |
| 18–19 вересня 2011 | Йокогама          | Олімпійська                 |
| 14 квітня          | Сідней            | Олімпійська                 |
| 11–12 травня       | Сан-Дієго         | Олімпійська                 |
| 26–27 травня       | Мадрид            | Олімпійська                 |
| 23–24 червня       | Кіцбюель          | Олімпійська                 |
| 21–22 липня        | Гамбург           | Спринт                      |
| 25–26 серпня       | Стокгольм         | Спринт                      |
| 30 вересня         | Йокогама          | Олімпійська                 |
| 20–22 жовтня       | Окленд            | Великий фінал (олімпійська) |

## Результати

#### Чоловіки
| Місто     | Золото                 | Срібло                    | Бронза                  |
| --------- | ---------------------- | ------------------------- | ----------------------- |
| Йокогама  | Жуан Сілва (POR)       | Олександр Брюханков (RUS) | Дмитро Полянський (RUS) |
| Сідней    | Штеффен Юстус (GER)    | Річард Мюррей (RSA)       | Лоран Відаль (FRA)      |
| Сан-Дієго | Джонатан Браунлі (GBR) | Свен Рідерер (SUI)        | Річард Мюррей (RSA)     |
| Мадрид    | Джонатан Браунлі (GBR) | Олександр Брюханков (RUS) | Дмитро Полянський (RUS) |
| Кіцбюель  | Алістер Браунлі (GBR)  | Джонатан Браунлі (GBR)    | Хав'єр Гомес (ESP)      |
| Гамбург   | Річард Мюррей (RSA)    | Хав'єр Гомес (ESP)        | Штеффен Юстус (GER)     |
| Стокгольм | Джонатан Браунлі (GBR) | Хав'єр Гомес (ESP)        | Венсан Луї (FRA)        |
| Йокогама  | Жуан Сілва (POR)       | Хав'єр Гомес (ESP)        | Дмитро Полянський (RUS) |
| Окленд    | Хав'єр Гомес (ESP)     | Джонатан Браунлі (GBR)    | Свен Рідерер (SUI)      |

#### Жінки
| Місто     | Золото               | Срібло               | Бронза                |
| --------- | -------------------- | -------------------- | --------------------- |
| Йокогама  | Андреа Г'юїтт (NZL)  | Емма Моффатт (AUS)   | Кейт Макілрой (NZL)   |
| Сідней    | Ерін Деншем (AUS)    | Гелен Дженкінс (GBR) | Андреа Г'юїтт (NZL)   |
| Сан-Дієго | Гелен Дженкінс (GBR) | Ерін Деншем (AUS)    | Лора Беннетт (USA)    |
| Мадрид    | Нікола Шпіріг (SUI)  | Ейлін Моррісон (IRL) | Барбара Ріверос (CHI) |
| Кіцбюель  | Нікола Шпіріг (SUI)  | Ліза Нурден (SWE)    | Андреа Г'юїтт (NZL)   |
| Гамбург   | Ерін Деншем (AUS)    | Емма Моффатт (AUS)   | Сара Грофф (USA)      |
| Стокгольм | Ліза Нурден (SWE)    | Майке Кайлерс (NED)  | Барбара Ріверос (CHI) |
| Йокогама  | Ліза Нурден (SWE)    | Анне Гауг (GER)      | Майке Кайлерс (NED)   |
| Окленд    | Анне Гауг (GER)      | Гвен Йоргенсен (USA) | Барбара Ріверос (CHI) |

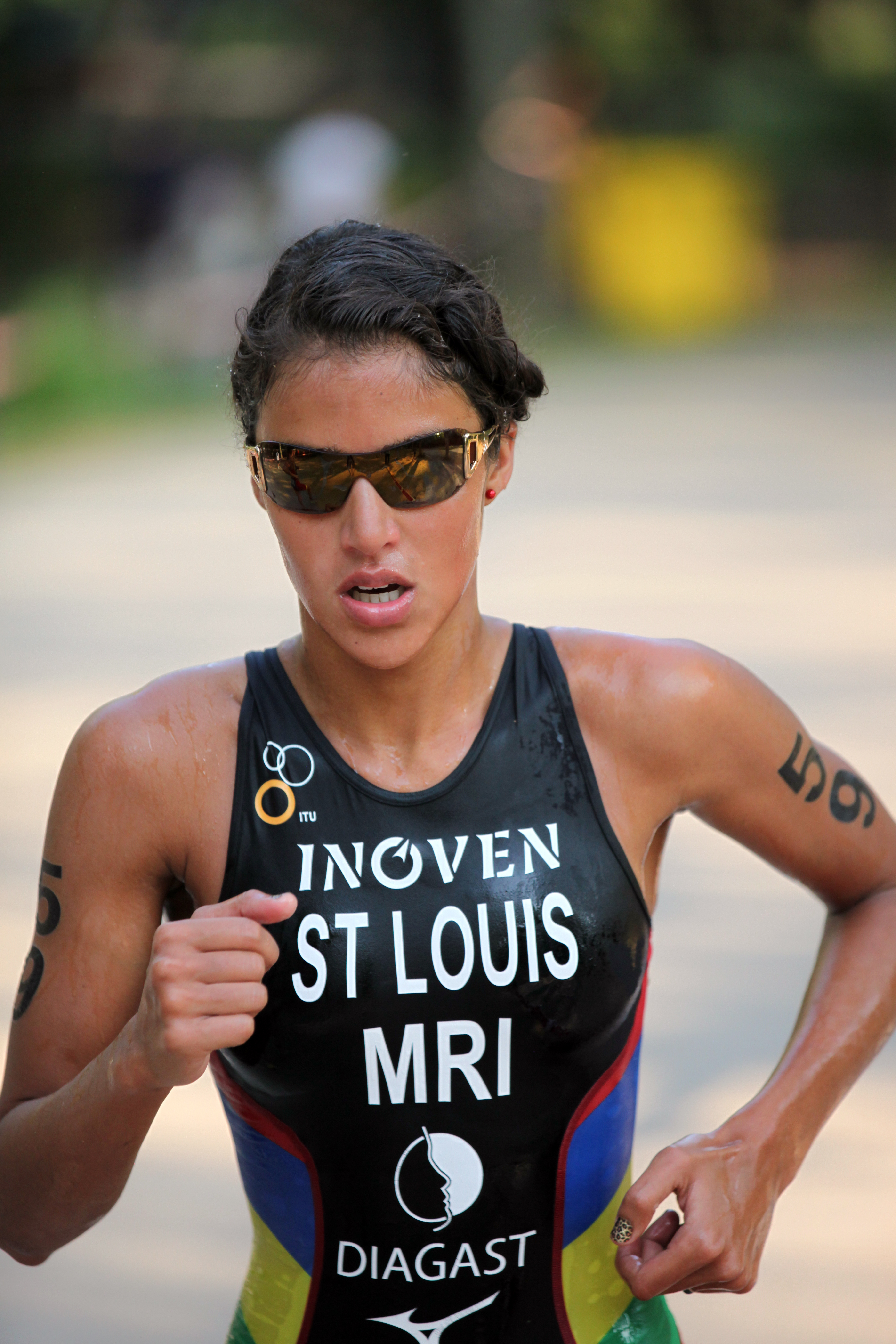
Фаб'єн Сен-Луї[en]
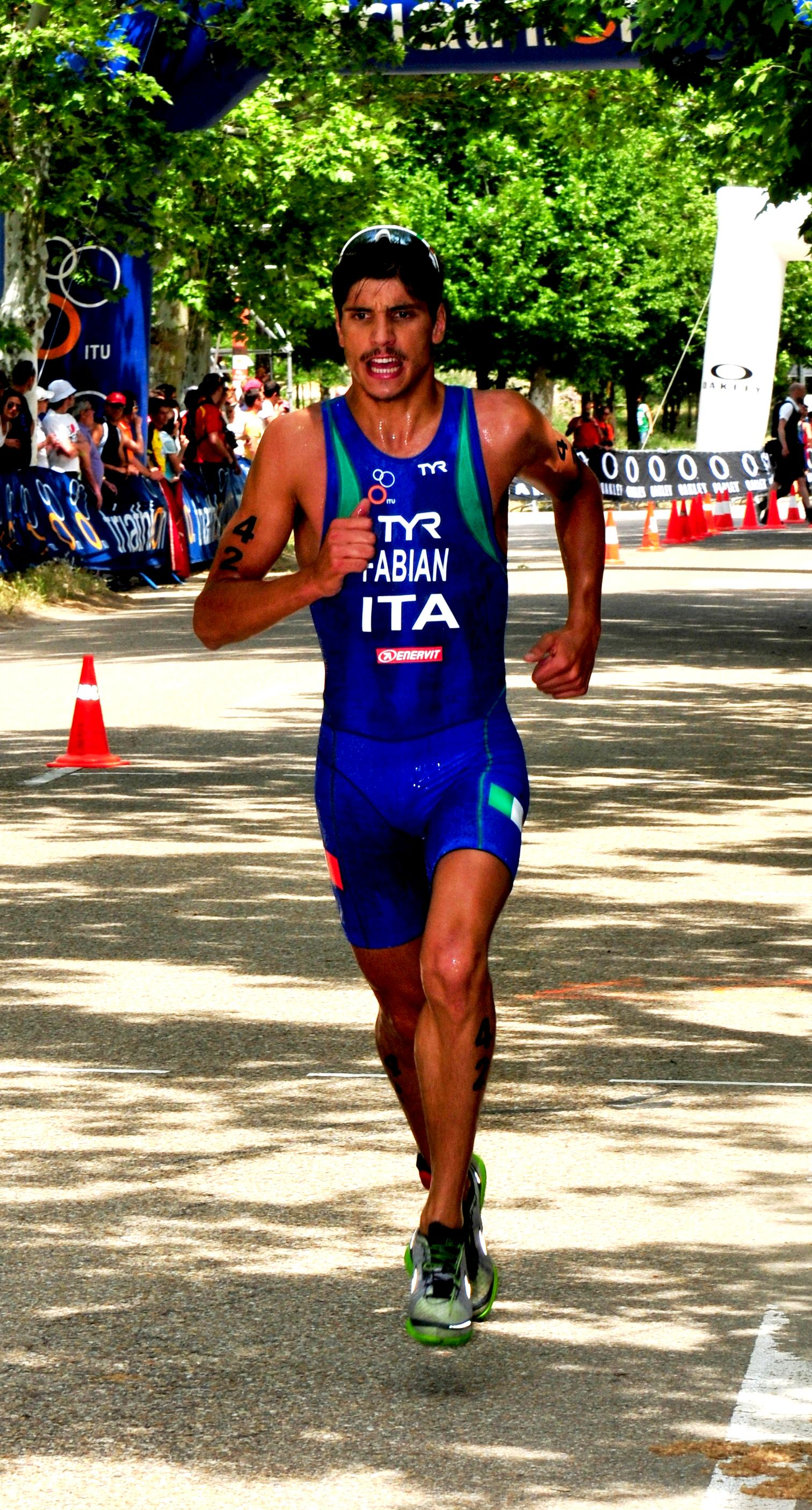
Алессандро Фабіан

## Загальний залік
У таблиці зазначені сумарні показники найсильніших спортсменів сезону. Також зазначені досягнення українських тріатлоністів:
| Місце | Тріатлоніст               | Набрані очки |
| ----- | ------------------------- | ------------ |
|       | Джонатан Браунлі (GBR)    | 4935         |
|       | Хав'єр Гомес (ESP)        | 4845         |
|       | Дмитро Полянський (RUS)   | 3822         |
| 4     | Свен Рідерер (SUI)        | 3773         |
| 5     | Річард Мюррей (RSA)       | 3575         |
| 6     | Штеффен Юстус (GER)       | 3564         |
| 7     | Олександр Брюханков (RUS) | 3285         |
| 8     | Лоран Відаль (FRA)        | 2772         |
| 9     | Жуан Сілва (POR)          | 2682         |
| 10    | Давид Осс (FRA)           | 2519         |
| 11    | Іван Васильєв (RUS)       | 2411         |
| 12    | Алессандро Фабіан (ITA)   | 2406         |
| 13    | Тоні Муле (FRA)           | 2328         |
| 14    | Бівен Докерті (NZL)       | 2223         |
| 15    | Кайл Джонс (CAN)          | 2077         |
| 16    | Девід Макнамі (GBR)       | 2059         |
| 17    | Кріс Джеммелл (NZL)       | 2054         |
| 18    | Майк Петцольд (GER)       | 1989         |
| 19    | Раян Сіссонс (NZL)        | 1924         |
| 20    | Маріо Мола (ESP)          | 1852         |
|       |                           |              |
| 81    | Ростислав Пєвцов (UKR)    | 450          |
| 94    | Данило Сапунов (UKR)      | 331          |
| 117   | Іван Іванов (UKR)         | 220          |
| 125   | Олексій Сюткін (UKR)      | 190          |
| 177   | Єгор Мартиненко (UKR)     | 80           |

| Місце | Тріатлоністка              | Набрані очки |
| ----- | -------------------------- | ------------ |
|       | Ліза Нурден (SWE)          | 4531         |
|       | Анне Гауг (GER)            | 4340         |
|       | Андреа Г'юїтт (NZL)        | 3893         |
| 4     | Барбара Ріверос Діас (CHI) | 3707         |
| 5     | Ерін Деншем (AUS)          | 3611         |
| 6     | Нікола Шпіріг (SUI)        | 3264         |
| 7     | Сара Грофф (USA)           | 3232         |
| 8     | Айнгоа Муруа (ESP)         | 3065         |
| 9     | Гвен Йоргенсен (USA)       | 3048         |
| 10    | Кейт Макілрой (NZL)        | 3044         |
| 11    | Емма Моффатт (AUS)         | 2856         |
| 12    | Джессіка Гаррісон (FRA)    | 2688         |
| 13    | Гелен Дженкінс (GBR)       | 2668         |
| 14    | Рахель Кламер (NED)        | 2493         |
| 15    | Ешлі Джентлі (AUS)         | 2405         |
| 16    | Майке Кайлерс (NED)        | 2273         |
| 17    | Ейлін Рід (IRL)            | 2231         |
| 18    | Юрі Іде (JPN)              | 2010         |
| 19    | Джоді Стімпсон (GBR)       | 1919         |
| 20    | Нікі Семюелс (NZL)         | 1854         |
|       |                            |              |
| 82    | Інна Рижих (UKR)           | 422          |
| 106   | Юлія Єлістратова (UKR)     | 226          |

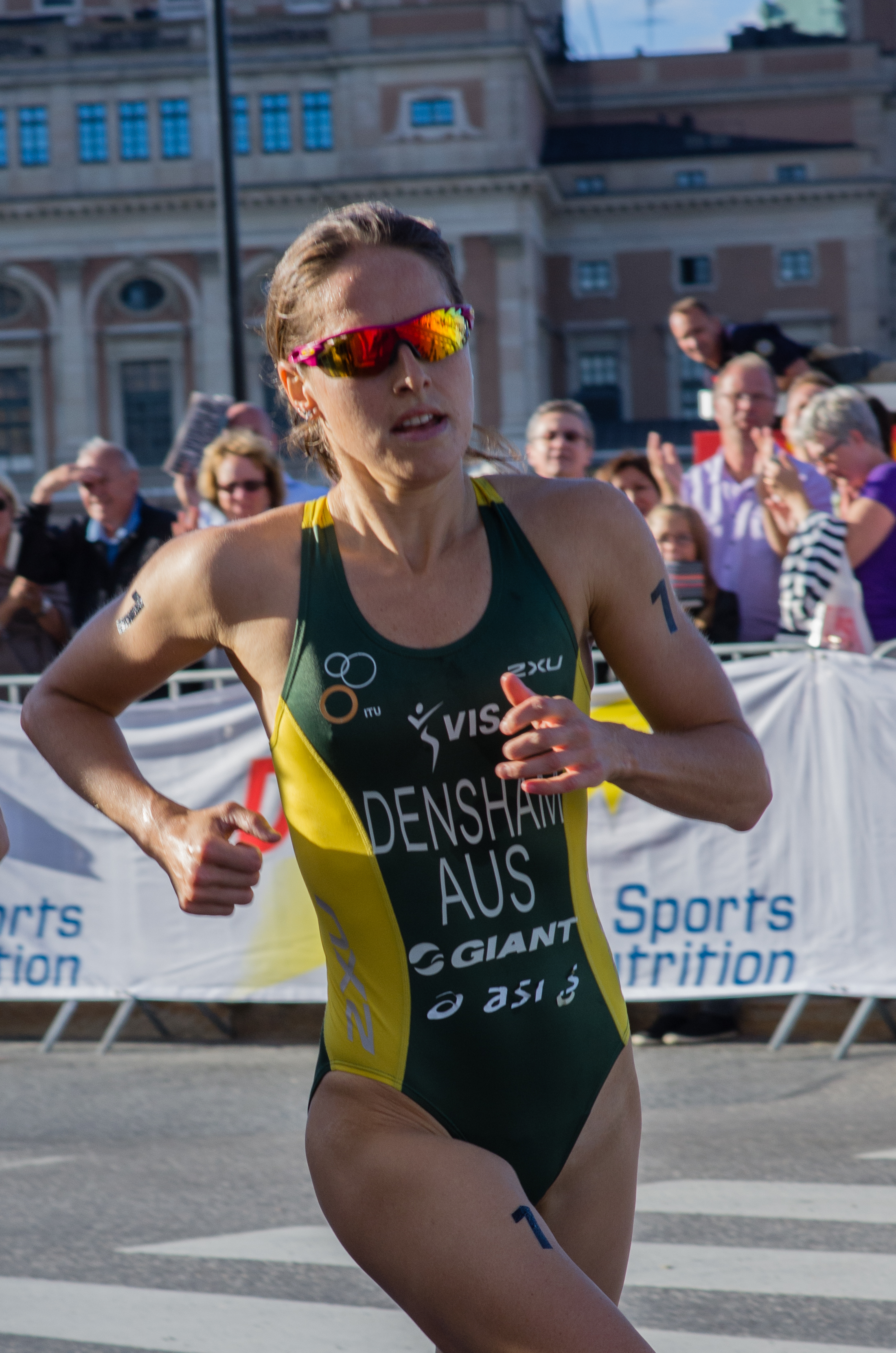
Ерін Деншем (5 підсумкове місце)
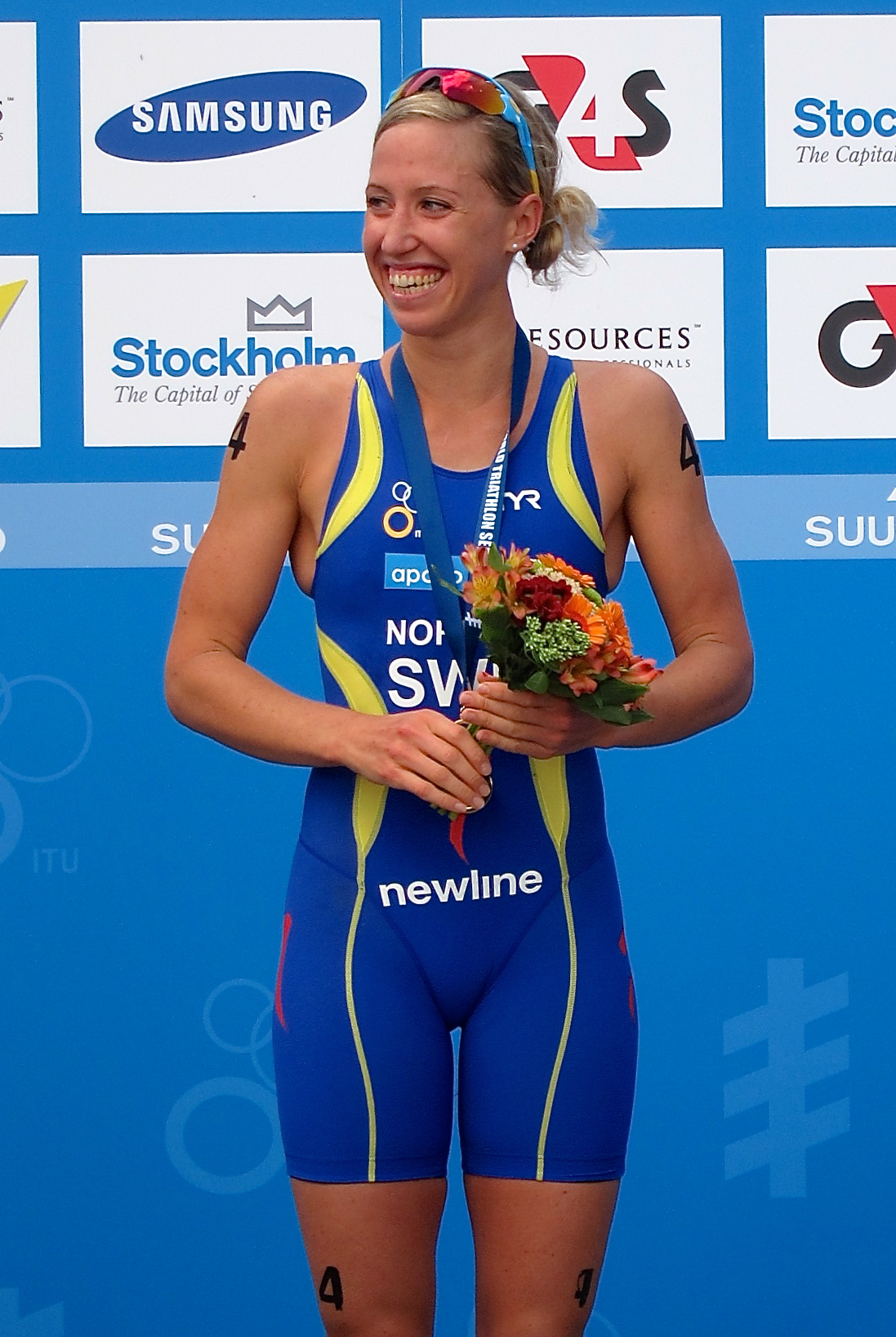
Ліза Нурден (чемпіонка 2012 року)